# Wormwood (comics)
Pour les articles homonymes, voir Wormwood.
Wormwood est une série de comics fantastique publiée par Idea and Design Works et traduite en France par Delcourt. Elle comporte actuellement quatre volumes.

## Synopsis
Wormwood est un asticot pensant, échappé d'une dimension infernale, qui parle anglais (avec un fort accent), boit de la bière (en grande quantité), fume (beaucoup) et qui, accessoirement, habite des cadavres. Aidé de Monsieur Pendulum et de la strip-teaseuse Medusa, il passe son temps à sauver le monde d'invasions démoniaques et de préférence tentaculaires.

## Personnages
- Wormwood : héros éponyme de la serie, c'est un asticot provenant d'une autre dimension qui vit dans le globe oculaire d'un cadavre.
- Mr Pendulum : porte-flingue humanoïde aux faux-vrais air de guitariste de ZZ Top.
- Medusa : ex-petite amie de Wormwood, strip-teaseuse et gardienne du portail interdimensionnel.
- Phébée : une jeune femme recrutée par Wormwood en tant que garde du corps.
- Trotski : un flic fantôme condamné à mener des enquêtes afin de soulager son karma.

## Albums
- Tome 1 : Wormwood : Gentleman zombie.
- Tome 2 : Wormwood : Ça fait mal quand je fais pipi ....
- Tome 3 : Wormwood : L'invasion des tentacules.
- Tome 4 : Wormwood : En route pour Washington.

## Fiche technique
- Scénario : Ben Templesmith.
- Dessins et Couleurs : Ben Templesmith.
- Traduction : Alex Nikolavitch

## Récompenses
Pour cette serie, Templesmith fut nommé aux Eisner Awards et remporta un International Horror Guild Award.

## Publication

### Éditeurs
- Delcourt (collection « Contrebande ») : Tomes 1, 2 et 3.